# Cantedeskia etiopska
 Cantedeskia etiopska, kallijka etiopska, kalia etiopska, kalla etiopska, bielikrasa etiopska, kalia-lilia etiopska, lilia-ucho świni (Zantedeschia aethiopica) – gatunek rośliny z rodziny obrazkowatych. Pochodzi z Afryki Południowej, ale rozprzestrzenił się także w Australii, Nowej Zelandii, na Hawajach, w Makaronezji i na Maskarenach. Popularna roślina ozdobna, doniczkowa i szklarniowa o trwałych kwiatach. Używana na kwiat cięty, klasycznie do wiązanek ślubnych i wieńców pogrzebowych.

## Morfologia
PokrójBylina posiadająca krótkie, bulwiasto zgrubiałe kłącze z którego wyrastają liście do 1 m długości o jednolicie zielonej, strzałkowato-oszczepowatej blaszce liściowej.
ŁodygaKwiatonośna wyrasta powyżej liści, w przekroju jest trójkątna a w szczytowym odcinku posiada
KwiatostanKolbowy typowy dla roślin z rodziny obrazkowatych, od dołu objęty śnieżno-białą lub jasnokremową pochwą.
KwiatyŻółte, drobne, rozdzielnopłciowe.
OwocJagoda.

## Uprawa
W klimacie umiarkowanym półkuli północnej kalia etiopska jest rośliną doniczkową lub szklarniową, ponieważ latem przechodzi ona okres spoczynku (w przeciwieństwie do cantedesek kolorowych (mieszańcowych), które latem rosną i kwitną). Od czerwca/lipca do października/listopada kalia etiopska musi przejść okres spoczynku. W czerwcu należy zmniejszać podlewanie, a od lipca roślinę należy całkowicie zasuszyć. Po całkowitym zasuszeniu rośliny i usunięciu zaschniętych liści, trzeba wyjąć z ziemi bulwiaste kłącze, oczyścić je i przechować w suchym miejscu do jesieni. W październiku/listopadzie kłącze należy posadzić z powrotem do ziemi i wznowić podlewanie. Kwiaty pojawią się pod koniec zimy lub na początku wiosny. Po przekwitnięciu należy nadal ją podlewać ponieważ roślina rozwija liście i regeneruje kłącze. W czerwcu znów zmniejszamy podlewanie, a w lipcu przestajemy zupełnie podlewać i cykl uprawy kalli etiopskiej powtarza się. Okres suszy i spoczynku jest dla tej rośliny absolutnie konieczny do wytworzenia kwiatów.